# 黑翅皂鱸
黑翅皂鱸，為輻鰭魚綱鱸形目鱸亞目鮨科的其中一種，分布於東太平洋區，從加利福尼亞灣至秘魯北部海域，棲息深度3-60公尺，體長可達20.3公分，生活在岩礁區，白天躲藏在洞穴中，為底棲性魚類，夜間獵食，屬肉食性，以魚類為食。

## 擴展閱讀
維基物種上的相關：黑翅皂鱸